# Tokudaiji Kinyoshi
Tokudaiji Kinyoshi (徳大寺公能, [[[1115]] – 1161] Erro: {{japonês}}: texto da transliteração contém caractere não latino (pos 19) (ajuda)) foi um nobre do final do período Heian da história do Japão.

## Vida
Seu pai era Tokudaiji Saneyoshi e sua mãe era filha de Fujiwara no Akitaka.
Em 1126 foi nomeado Etchū no kami (governador da província de Etchū), em 1138 se tornou Sangi, em 1141  foi nomeado Chūnagon, em 1157 promovido a Dainagon e em 1160 a Udaijin. Faleceu em 1161 poucos anos após a morte de seu pai.
Kinyoshi teve três filhos Sanesada (1139 – 1252, que se tornou Udaijin), Sanaie (morto em 1193, que se tornou Dainagon) e Sanemori (morto em 1185, que se tornou Chūnagon).
| Precedido por Tokudaiji Saneyoshi | -- 2º Líder dos Tokudaiji Fujiwara | Sucedido por Tokudaiji Sanesada |
| Precedido por Konoe Motozane      | 75º Udaijin (1160 - 1161)          | Sucedido por Matsudono Motofusa |